# Gemischtöffentliches Unternehmen
Ein gemischtöffentliches Unternehmen ist ein öffentliches Unternehmen, das von verschiedenen Gebietskörperschaften (Bund, Länder, Kommunen) getragen wird. Bei horizontal gemischtöffentlichen Unternehmen sind Eigentümer Gebietskörperschaften nur einer Ebene (z. B. nur Kommunen). Bei vertikal gemischtöffentlichen Unternehmen sind Eigentümer Gebietskörperschaften verschiedener Ebenen (z. B. Bund, Länder, Kreise und Gemeinden). Beispiel für ein horizontal gemischtöffentliches Unternehmen ist die Deutsche Oper am Rhein Düsseldorf Duisburg gGmbH. Beispiele für vertikal gemischtöffentliche Unternehmen sind die Flughafen Köln/Bonn GmbH und die Flughafen Berlin Brandenburg GmbH.
Nicht nur die Träger des gemischtöffentlichen Unternehmens, sondern auch das gemischtöffentliche Unternehmen selbst unterliegt der unmittelbaren Grundrechtsbindung (Bundesverfassungsgericht, Urteil vom 22. Februar 2011 – "Fraport", 1 BvR 699/06, Rz. 50).
In Abgrenzung zum gemischtöffentlichen Unternehmen wird ein Unternehmen, an dem sowohl zumindest ein privater als auch zumindest ein öffentlicher Anteilseigner bzw. Träger beteiligt sind, als gemischtwirtschaftliches Unternehmen bezeichnet.